# Bakalov
Le Bakalov est un fusil d'assaut d'origine bulgare qui porte son nom de son créateur: Georgi Delchev Bakalov.
Constitué de 72 pièces, 46 soit 64 % proviennent d'une base type Kalachnikov, réaménagé en disposition bullpup.

L'arme est conçu pour tirer différentes munitions aussi bien de l'ancien bloc de l'Est, la 7,62 mm M43 de l'AK-47 que des munitions de l'OTAN, la 5,56 × 45 mm OTAN et la 7,62 x 51 mm OTAN. 
Il est possible de monter sur le Bakalov un lance-grenades de 40 mm